# Myxidium elmatboulii
Myxidium elmatboulii is een microscopische parasiet uit de familie Myxidiidae. Myxidium elmatboulii werd in 2006 beschreven door Ali, Abdel-Baki & Sakran. 